# Zofia Oleśnicka
Zofia Oleśnicka, född okänt år, död 1567, var en polsk kalvinist.  Hon förmodades länge enligt tradition vara författare till en samling protestantiska hymner som utgavs 1556, men senare forskning har visat att detta kan ha varit en missbedömning.
Nedslagskratern Olesnicka på planeten Venus är uppkallad efter henne.